# Shanks Restaurant
Shanks Restaurant was een restaurant gevestigd in Bangor, Noord-Ierland. Het kwaliteitsrestaurant mocht één Michelinster dragen in de periode 1996 tot en met 2005.
Het restaurant, ontworpen door Terence Conran, had een afwijkende opzet. Zo was de begane grond in gebruik als bar en ontvangstruimte. Het restaurant was gevestigd in het souterrain, terwijl er een entresol was voor "al fresco"-dineren.. Het in Californische stijl ingerichte restaurant was gevestigd op het terrein van de Blackwood Golf Course.
Het restaurant werd gesloten in 2005, na het verongelukken van chef-kok en mede-eigenaar Robbie Millar.